# Xarop de blat de moro

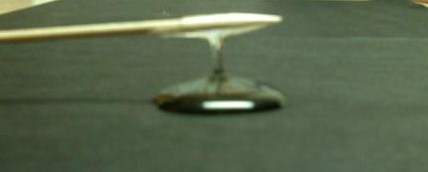
Xarop de blat de moro

El xarop de blat de moro (o de dacsa, moresc o panís) i en anglès: Corn syrup, és un producte alimentari dolç fet a partir del midó del blat de moro i conté quantitats variables de maltosa i alts oligosacàrids, segons el seu grau. Aquest producte es fa servir en els aliments per estovar-ne la textura, afegir-hi volum, evitar la cristal·lització del sucre i augmentar el sabor. Sovint és utilitzat en processos industrials per la fabricació d'aliments ultraprocessats. El xarop de blat de moro és diferent del xarop de blat de moro alt en fructosa (high-fructose corn syrup (HFCS)), el qual es crea quan el moresc experimenta un procés enzimàtic que dona un producte amb molta fructosa.
El terme més general de xarop de glucosa (glucose syrup) sovint es fa servir com a sinònim de xarop de blat de moro, ja que als Estats Units el xarop de glucosa normalment es fa de midó de blat de moro. No obstant, el midó del blat de moro s'empra per fer molts altres xarops, com els xarops de maltosa i el ja esmentat xarop de moro alt en fructosa. Les altres fonts acostumen a ser el blat, la tapioca, i les patates.

## Preparació comercial
Actualment es fa el xarop de blat de moro afegint l'enzim α-amilasa a una mescla de midó de moresc i aigua. L'α-amylase és secretada per diverses espècies de bacteris Bacillus. L'enzim trenca el midó en oligosacàrids els quals mitjançant l'enzim glucoamilasa es trenquen en molècules de glucosa. La glucoamilsa la secreten diverses espècies de fongs Aspergillus. La glucosa es transforma a fructosa amb l'enzim D-xilosa isomerasa, un enzim aïllat del medi de creixement de diversos bacteris.